# Rodrigo Duterte
Rodrigo "Rody" Roa Duterte (Tagalog: [rodɾigo dʊtɛrtɛ], født 28. marts 1945), også kendt som Digong, er en filippinsk advokat og politiker. Han har været den 16. præsident i Filippinerne og den første person fra Mindanao, den sydligste ø i landet, der er blevet valgt til embedet. Duterte var med sine 71 år også den ældste person, der er blevet valgt som præsident i Filippinerne; den tidligere rekordindehaver var Sergio Osmeña, der blev valgt i en alder af 65 år.

Duterte studerede statskundskab på Lyceum of the Philippines University i Manila og færdiggjorde sin uddannelse i 1968. Efterfølgende blev han i 1972 færdiguddannet som jurist på San Beda College of Law. Han arbejdede som advokat og var anklager i Davao, indtil han gik ind i politik og blev valgt som viceborgmester og senere borgmester i kølvandet på den filippinske revolution i 1986. Duterte var borgmester i Davao i mere end 22 år og er dermed blandt de længstsiddende borgmestre i Filippinerne.
Dutertes popularitet og politiske succes er blevet forstærket af hans udtalte støtte til udenomsretslige drab på stofmisbrugere og andre kriminelle. Menneskerettighedsgrupper har dokumenteret over 1.400 drab udført af dødspatruljer i Davao mellem 1998 og maj 2016; ofrene var primært pushere, narkobaroner og kriminelle. En rapport der blev udarbejdet i 2009 af den filippinske kommission for menneskerettigheder, bekræftede at disse udenomsretslige drab blev udført "systematisk" af dødspatruljerne i Davao. Duterte har skiftevis bekræftet og benægtet sin involvering i disse drab. Ombudsmandens kontor afsluttede en undersøgelse i januar 2016, hvoraf det fremgik at der ikke fandtes nogen beviser for, at dødspatruljerne i Davao eksisterede. Ifølge afgørelsen var der ingen beviser der kunne forbinde politiet eller Duterte med drabene. Sagen er siden blevet genåbnet. Duterte har gentagne gange bekræftet, at han personligt dræbte tre personer, der var mistænkt for at have begået en kidnapning, mens han var borgmester Davao i 1988.
Den 9. maj 2016 vandt Duterte det filippinske præsidentvalg med 39,01 % af stemmerne og besejrede dermed fire andre kandidater, nemlig det liberale partis Mar Roxas (23,4 %), senator Grace Poe (21,6 %), tidligere vicepræsident Jejomar Binay fra United Nationalist Alliance (12,9 %) og senator Miriam Defensor Santiago der opstillede for People's Reform Party (3 %). Under sin valgkampagne lovede han at reducere kriminaliteten ved at dræbe titusinder af kriminelle. Hans indenrigspolitik har fokuseret på bekæmpelse af ulovlig narkotikahandel. Ifølge det filippinske nationalpoliti passerede antallet af døde i den forbindelse 7.000 i januar 2017, hvorefter politiet ophørte med at udsende nye data. Efter kritik fra FN's menneskerettighedseksperter angående stigningen i udenomsretlige drab truede han med at trække Filippinerne ud af FN og danne en ny organisation med Kina og en række afrikanske nationer. Han har også erklæret, at han har til hensigt at forfølge en "uafhængig udenrigspolitik" og har forsøgt at distancere Filippinerne fra USA og europæiske lande, samt at opnå tættere bånd til Kina og Rusland. Dutertes økonomiske politik har været fokuseret på at fortsætte og accelerere den i forvejen høje økonomiske vækst samt at udvikle Filippinernes infrastruktur, der er ringere end mange af nabolandenes. Dutertes såkaldte "build, build, build"-program har som ambition at investere over 955 milliarder danske kroner i ny og moderniseret infrastruktur over en periode på 5 år.
I oktober 2021 meddelte Rodrigo Duterte, at han ikke stillede op til vicepræsidentskab i 2022 og ville trække sig fra det politiske liv.